# Катасоква (Пенсільванія)
Катасоква (англ. Catasauqua) — місто (англ. borough) в США, в окрузі Лігай штату Пенсільванія. Населення — 6518 осіб (2020).

## Географія
Катасоква розташована за координатами 40°39′9″ пн. ш. 75°27′50″ зх. д. / 40.65250° пн. ш. 75.46389° зх. д. (40.652374, -75.464004).  За даними Бюро перепису населення США в 2010 році місто мало площу 3,44 км², з яких 3,34 км² — суходіл та 0,10 км² — водойми.

## Демографія
Згідно з переписом 2010 року, у селищі мешкало 6436 осіб у 2635 домогосподарствах у складі 1700 родин. Густота населення становила 1871 особа/км².  Було 2792 помешкання (811/км²).
Расовий склад населення:
| - 89,0 % — білих - 3,0 % — чорних або афроамериканців - 0,6 % — азіатів - 0,1 % — вихідців з тихоокеанських островів - 0,1 % — корінних американців - 4,0 % — осіб інших рас |

До двох чи більше рас належало 3,3 %. Частка іспаномовних становила 10,5 % від усіх жителів.
За віковим діапазоном населення розподілялося таким чином: 22,7 % — особи молодші 18 років, 64,7 % — особи у віці 18—64 років, 12,6 % — особи у віці 65 років та старші. Медіана віку мешканця становила 37,9 року. На 100 осіб жіночої статі у селищі припадало 93,3 чоловіків;  на 100 жінок у віці від 18 років та старших — 89,9 чоловіків також старших 18 років.
Середній дохід на одне домашнє господарство  становив 54 794 долари США (медіана — 50 243), а середній дохід на одну сім'ю — 64 634 долари (медіана — 60 129). Медіана доходів становила 47 778 доларів для чоловіків та 35 186 доларів для жінок. За межею бідності перебувало 17,6 % осіб, у тому числі 32,7 % дітей у віці до 18 років та 13,9 % осіб у віці 65 років та старших.
Цивільне працевлаштоване населення становило 3230 осіб. Основні галузі зайнятості: освіта, охорона здоров'я та соціальна допомога — 22,7 %, роздрібна торгівля — 16,5 %, мистецтво, розваги та відпочинок — 15,2 %.